# Войкулеску, Василе
Василе Войкулеску (рум. Vasile Voiculescu; 27 ноября 1884, Бузэу — 26 апреля 1963, Бухарест) — румынский писатель

, поэт, драматург, религиозный мыслитель и медик.

## Биография

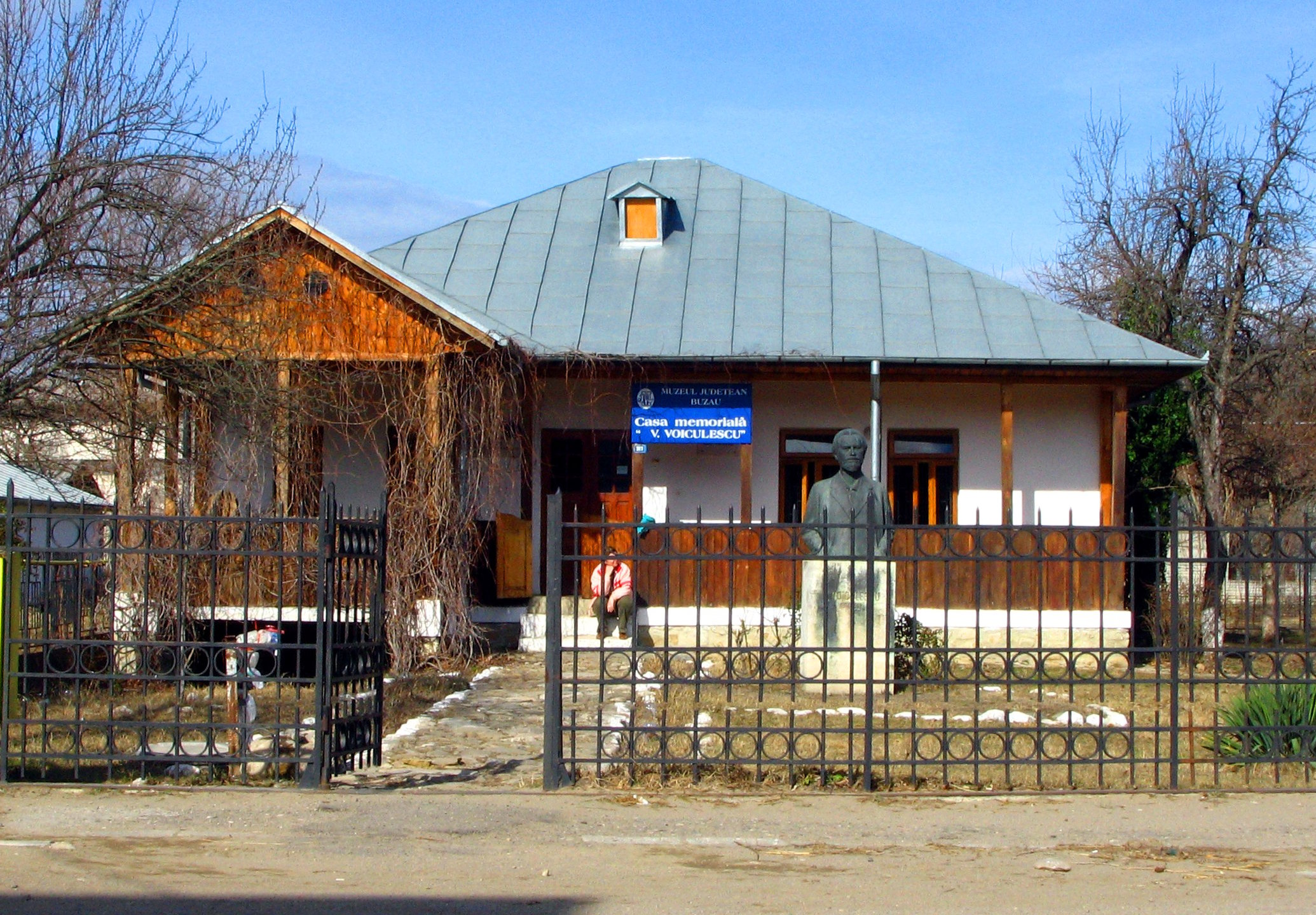
Дом-музей Василе Войкулеску в Пырскове

Родился в селе Пырсков уезда Бузэу 27 ноября 1884 года в семье Костаке и Султаны Войку. Отец Василе в молодости был бродячим торговцем, дед держал бакалейную лавку.
Учился в школе в Пырскове, затем в лицеях имени Александра Хиждеу в Бузэу и имени Георгия Лазаря в Бухаресте. После получения среднего образования поступил сначала на Факультет филологии и философии Бухарестского университета, но, проучившись на нём недолгое время, перевёлся на Медицинский факультет, который закончил в 1909 году.
21 февраля 1910 года женился на Марии Митеску (скончалась в 1946 году от инсульта), от которой у него было впоследствии пятеро детей.
Медицинской практикой начал заниматься в деревне Горж.
Во время Первой мировой войны возглавлял мобильный госпиталь. В это же время стал посещать литературные вечера Александру Влахуцэ. С 1916 по 1943 год выпустил 8 поэтических сборников.
С 20-х годов творчество Войкулеску приобрело религиозный уклон. Как говорил сам писатель, если бы он не стал врачом, то выбрал бы профессию священника.
В 1920 году вступил в Общество румынских писателей.
После прихода к власти коммунистов, с 1947 года его перестали публиковать. Уже только после смерти Войкулеску, в 1964 году, был напечатан сборник его стихотворений «Последние, вымышленные сонеты Шекспира в воображаемом переводе В. Войкулеску», а в 1966 году — роман «Захей слепой».
В 1958 году был арестован вместе с другими участниками религиозного кружка «Неопалимая купина» (рум. Rugul aprins) и приговорён к четырём годам тюрьмы.
Из-за подорванного в заключении здоровья через год после освобождения, 26 апреля 1963 умер.
В 1993 году посмертно был избран членом Румынской академии.

## Творчество
В поэтическом творчестве, по оценкам румынских критиков, близок к традиционалистам, продолжавшим традиции румынской поэзии XIX — начала XX века.
Наиболее значимыми считаются посмертно опубликованные произведения писателя.

## Память

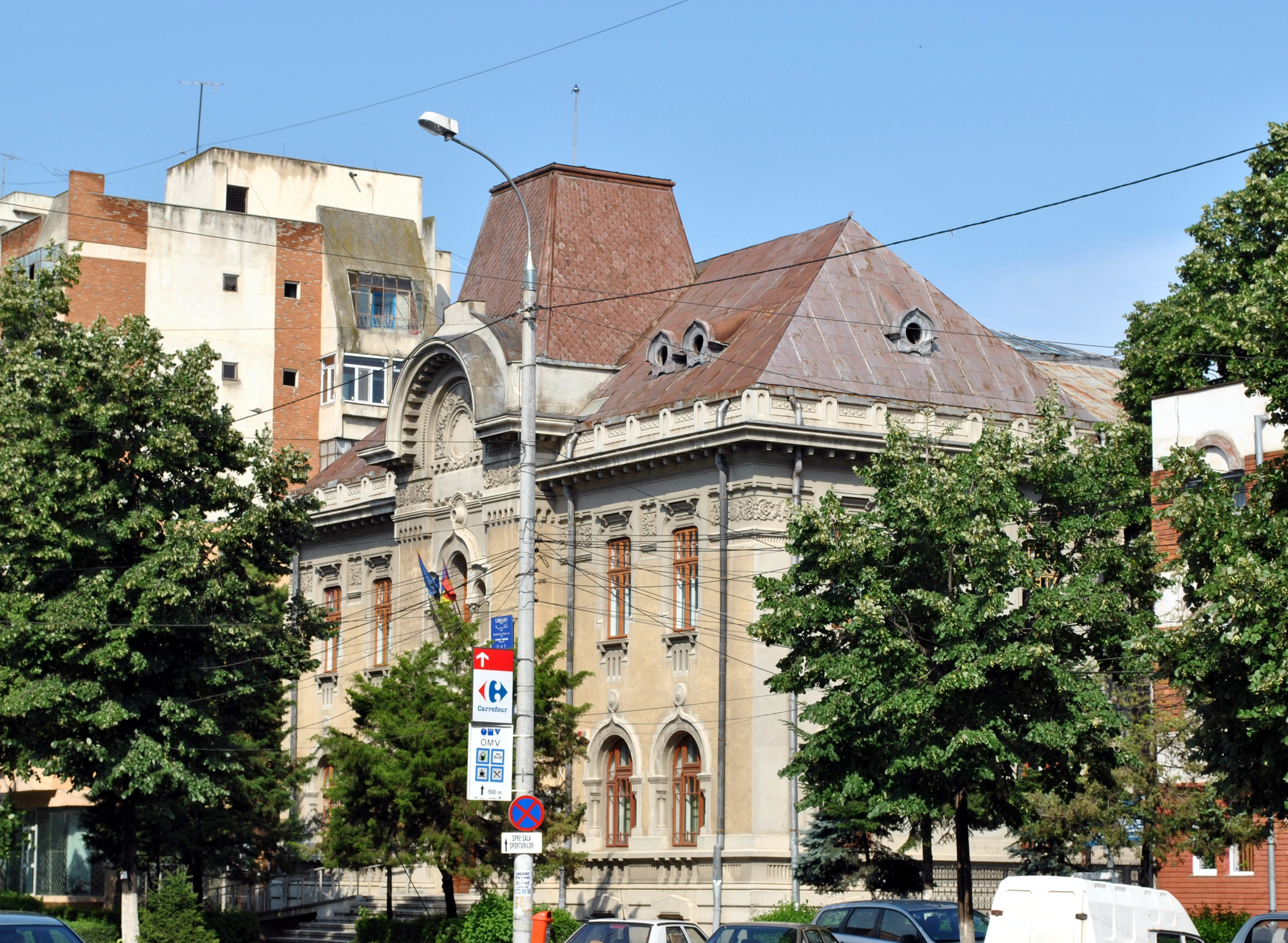
Библиотека жудеца Бузэу имени Василе Войкулеску

- В родном селе писателя Пырскове работает Дом-музей Василе Войкулеску[рум.][9].
- Библиотека жудеца Бузэу носит имя Василе Войкулеску.
- Проводится ежегодный национальный литературный конкурс имени Василе Войкулеску.